# George Underwood (artiste)
Pour les articles homonymes, voir George Underwood.
George Underwood est un artiste britannique né en 1947.

## Biographie
Durant ses études au lycée technique de Bromley, Underwood fait la connaissance du futur David Bowie. Il se lie d'amitié avec lui et les deux jeunes garçons jouent ensemble dans le groupe George and the Dragons. Underwood est à l'origine de l'anisocorie dont souffre Bowie : au cours d'une bagarre pour la fille qu'ils courtisaient tous deux, Carol Goldsmith, il le frappe à l'œil gauche alors qu'il portait une bague.
Après le lycée, Underwood étudie le design et devient illustrateur en indépendant. Il réalise de nombreuses couvertures de livres, ainsi que des pochettes d'album, parmi lesquelles celles de :
- My People Were Fair and Had Sky in Their Hair... But Now They're Content to Wear Stars on Their Brows de Tyrannosaurus Rex (1968)
- Shine On Brightly de Procol Harum (1968) ;
- Gentle Giant de Gentle Giant (1970) ;
- Hunky Dory de David Bowie (1971) ;
- All the Young Dudes de Mott the Hoople (1972) ;
- Futuristic Dragon de T. Rex (1976) ;
- Reach the Beach (1983), Phantoms (1984), Calm Animals (1988) et Beautiful Friction (2012) de The Fixx.